# 諾維爾 (加利福尼亞州)
諾維爾（英語：Norvell）是位於美國加利福尼亞州拉森縣的一個非建制地區。該地的面積和人口皆未知。

## 地理
諾維爾的座標為40°29′11″N 121°02′20″W / 40.48639°N 121.03889°W，而該地的平均海拔高度為1750米（即5741英尺）。